# Rohlenka
Rohlenka je samota východně od Brna v Dyjsko-svrateckém úvalu, mezi Tvarožnou a Jiříkovicemi, při staré silnici z Brna do Olomouce a dálnici D1 z Brna do Vyškova. Nachází se v severním rohu katastrálního území Jiříkovic, z čehož se odvíjí i pravděpodobný původ názvu.
Severně od Rohlenky se nachází vrch a přírodní památka Santon a nedaleko západně je sousední samota Maxlůvka. V 90. letech zde vznikla dálniční odpočívka, která díky silničním propojkám funguje i jako neoficiální, ale velmi využívaný exit na 207. kilometru dálnice D1 (ten se nachází už na katastru Tvarožné).

## Historie
Stával zde jeden z řady zájezdních hostinců při císařské silnici Brno-Olomouc jako místo pro přepřahání koní, občerstvení či nocleh cestujících. Rohlenka měla jídelnu s kuchyní a výčepem, přístřešek pro kočáry a stáj pro koně. Dalšími obdobnými zařízeními na úseku mezi Brnem a Rousínovem byly Pindulka, nedaleká Maxlůvka (též Maxlovka), dnes již neexistující Holubská (hospoda u Andrysíků) či Stará pošta.
Zpočátku spadala Rohlenka pod sokolnické panství. V roce 1781 ji odkoupil první soukromý majitel a další se zde střídali až do roku 1978, kdy byla vykoupena v souvislosti s rozšiřováním silnice. V té době už sloužila jen jako zemědělská usedlost, protože funkce hostince ztratila na významu s rozvojem automobilismu. Poté sloužila jako ubytovna a kanceláře při stavbě dálnice a jako sklad materiálu.
Počátkem 80. let byl bezprostředně kolem Rohlenky vybudován úsek dálnice D1 z Brna do Holubic, který přímo u ní křižoval trasu dosavadní státní silnice. Ta byla z toho důvodu přeložena do táhlého oblouku jižně kolem Rohlenky, která se tím ocitla na druhé straně než původně byla (historická trasa císařské silnice je patrná prodloužením přímého směru dnešní silnice II/430 z obou stran). V roce 1985 zde byl zahájen částečný provoz nově vybudovaného motorestu, dokončeného v roce 1988. Při příležitosti 200. výročí slavkovské bitvy bylo v roce 2005 v motorestu zřízeno také informační centrum Austerlitz Rohlenka, neboť osada se nachází na severním okraji areálu Slavkovského bojiště.
V okolí motorestu v 90. letech vyrostla benzínová čerpací stanice a další stavby. V roce 1995 při stavbě provozovny McDonald's byl objeven hromadný hrob vojáků z bitvy u Slavkova, potvrzující umístění polního lazaretu v těchto místech. V roce 1997 byla u Rohlenky, tedy v areálu krajinné památkové zóny Slavkovského bojiště vyhlášené o 5 let dříve, zahájena výstavba rozsáhlého obchodního centra podle projektu Zdeňka Fránka. Proti záměru této stavby protestovaly některé organizace zájemců o napoleonské války. Vznikla mimo jiné petice směřovaná ministerstvu kultury. Stavba pak byla zastavena, byť z jiných důvodů, a zbylo z ní jen zarůstající staveniště.

## Granátník

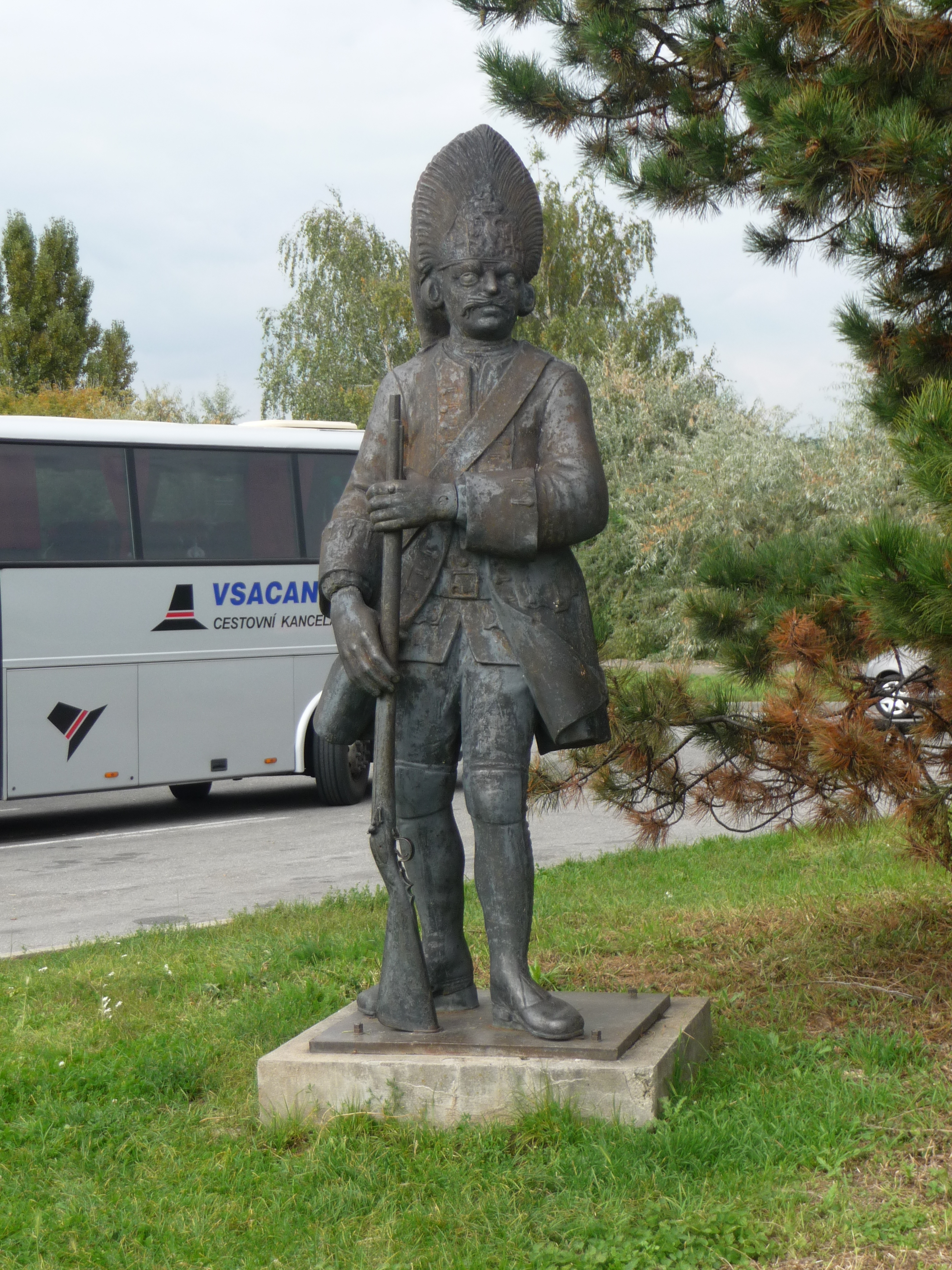
Litinový granátník stál od 80. let u motorestu Rohlenka

Litinový granátník v životní velikosti byl před Rohlenku postaven při dokončení motorestu. Jeho původní forma vznikla už v roce 1765, kdy byly ve Strašicích na zbirožském panství východně od Plzně odlity první dvě figury, použité k výzdobě kašny zbirožského zámku. V roce 1890 strašická huť odlila ještě tři další granátníky, přičemž jeden z nich byl v roce 1931 zapůjčen do Brna na výstavu Zašlé a moderní slevačské umění. 
V Brně jej však zastihla druhá světová válka a v 50. letech se dostal do fondu vznikajícího Technického muzea. V roce 1983 byl předán na zámek ve Slavkově a po pěti letech na Rohlenku. Socha je vytvořena z duté, silnostěnné litiny (první dva odlitky sloužily i jako kamna). Byla odlévána po částech a z nich pak sestavována. Patří k nejstarším exemplářům evropské umělecké litiny.